# 喜剧剧情片
喜剧剧情片（英語：Comedy drama），又称正喜剧，是一种融合了喜剧和剧情片元素的戏剧作品类型。与电视剧中常见的喜剧性解说相比，现代编剧的喜剧剧往往在故事中融入更多的幽默元素，但其笑料含量通常低于情景喜剧。

## 历史
在极具影响力的希腊戏剧中，戏剧被视为喜剧或悲剧。这一概念甚至影响了古羅馬戲劇和希臘化時代的戏剧。即使在今天，人们也经常将作品分为戏剧和喜剧两大类。例如，当今许多表彰电影和电视成就的奖项，如黃金時段艾美獎和金球獎，都将几个奖项类别分为这两大类。
“喜剧”一词最初由法国人创造。20世纪可被称之为喜剧的影视作品越来越多。“正喜剧”（dramedy）一混成詞最早出现于20世纪80年代。